# Cíclid de vellut

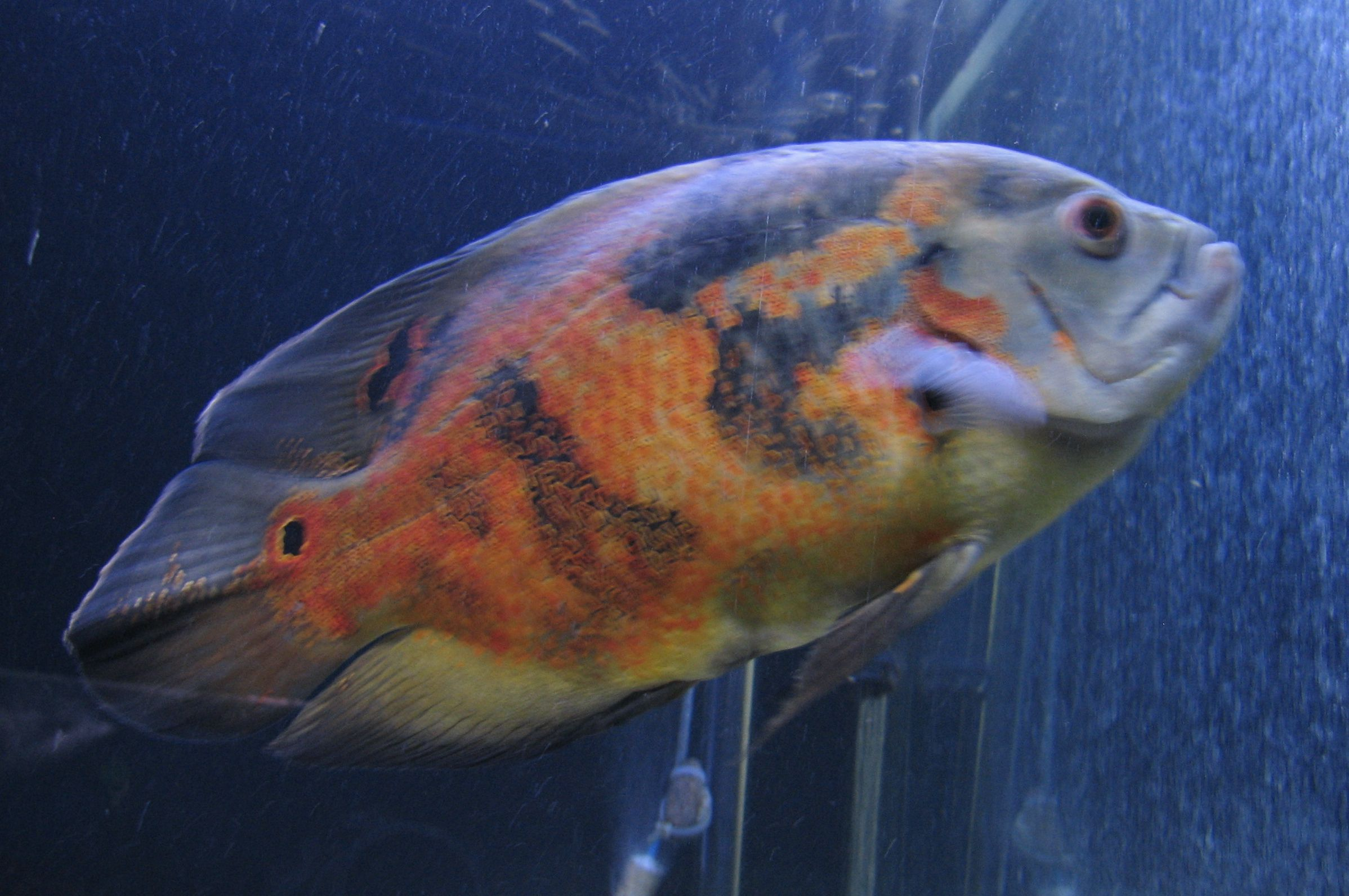
Cíclid de vellut

El cíclid de vellut o òscar (Astronotus ocellatus) és una espècie de peix de la família dels cíclids i de l'ordre dels perciformes.

## Morfologia
- Els mascles poden assolir 45,7 cm de longitud total i 1.580 g de pes.[1]

## Alimentació
Menja peixets, crancs, cucs i larves d'insectes.

## Hàbitat
És una espècie de clima tropical entre 22 °C-25 °C de temperatura.

## Distribució geogràfica
Es troba a Sud-amèrica: conca del riu Amazones al Perú, Colòmbia i el Brasil. També és present a la Guaiana Francesa i l'Argentina

## Observacions
La seua carn és molt apreciada a Sud-amèrica.